# D×D
『D×D』（ディーディー）は、1997年7月5日から9月20日まで日本テレビ系で毎週土曜夜9時（土曜グランド劇場枠）に放送された日本のテレビドラマ。全11話。長瀬智也 (TOKIO) と岡田准一 (V6) の初共演作品でもある。
なお、タイトルの『D×D』とは『Dangerous Angel Death Hunter』の略である（最終回終盤で明らかにされた）。

## あらすじ
予備校に通う青年の相沢悟は警備員のアルバイト中に強盗に襲われ、瀕死の重傷を負う。奇跡的に一命を取り留めた悟が意識を回復すると、自身に霊能力が備わっていた。そこに、自分と同じ能力を持つ自称私立探偵の木原虎之介が現れる。しかし、その正体は様々な依頼を受けて悪霊を成仏させているゴーストハンターだった。そして、悟も虎之介とともに数々の怪事件を解決していくことになる。

## 登場人物

### D×D
相沢悟（あいざわ さとる）
演 - 長瀬智也
主人公。ビッグになることを夢見て東京マンハッタンにやって来た青年。まずはその第一段階として大学入学を果たすため予備校に通い、その費用捻出のために同郷の先輩に誘われて警備員の仕事につく。しかし、仕事中に強盗に遭遇。先輩を殺され、自らも拳銃に撃たれた上、強盗たちによってその罪をなすりつけられてしまう。これが元で臨死体験を経験。そのショックにより蘇生後、霊能力を得ることになる。病院で起きた後に自分が強盗の濡れ衣を着せられたことに気付き逃亡。その最中に私立探偵の木原虎之介と出会う。その後、虎之介の助力で濡れ衣を晴らし、事件を解決。虎之助とは霊能力者同士の（主に虎之助から一方的に）友情を結び、相棒として背中を預けあうことになる。
性格は田舎の純朴な不良そのもので、考えるより先に体が動くタイプ。虎之介のことは基本的に「トラ」と愛称で呼ぶ。異性に対して異常に惚れっぽく、これが原因となりトラブルに巻き込まれやすい。
実は史上最大の悪霊ファーザーを倒すため、その宿命を持つ虎之介の元に遣わされた危険な天使（Dangerous Angel）である。
最終決戦でファーザーを自らに取り付かせ、そのまま次元の奈落へと消えようとした。しかしファーザーは堕ちる瞬間に悟から分離。奈落へは悟のみが堕ちることとなる。しかしこの事により肉体のくびきから解き放たれた悟は天使としての本来の姿と力に覚醒。虎之介の危機から来る「心の叫び」を聞き、その魂のみが次元の奈落から脱出する。しかし死亡したことに変わりなく、その亡骸を前に嘆く虎之介を慮った彼の本当の家族たちの魂により、最終決戦後、再び人間として蘇生し、虎之介と共に霊能力を持つ私立探偵として活躍していく事となる。
木原虎之介（きはら とらのすけ）
演 - 岡田准一
もう一人の主人公。東京マンハッタンの最下層で悪党の上前をはねながらドブネズミかハイエナの如く生きる私立探偵。二人称として「あんさん」を使うなど、コテコテの関西弁で話している。
儲け話に目が無い、相当の守銭奴。しかし、その実体は霊能力を持ち、これを使って様々な死霊を屠る使命を持つ死霊狩り（Death Hunter）である。
幼い頃、家族で行った旅行で事故に遭い、海の中に車ごと転落。臨死体験を経て霊能力を得る。事故は世論の一部で一家心中が如き扱いを受け、その唯一の生存者として世間の好奇に晒されてしまい、周囲に疎んじられて孤独になってしまう。さらに霊能力に目覚めた後、家族の霊に出会うことができなかったことで、家族との思い出や愛情すらも自ら肯定できなくなってしまった。そんな中で東京マンハッタンの孤児を集めていたマザーに拾われて育てられる。しかし後にマザーも事故死。以降は愛するものを必ず喪うという諦観の孤独の中、悟に出会うまで一人きりで生きてきた。
実は家族の事故はファーザーによって仕組まれた謀殺だった。新聞記者だった虎之介の父親がその正体を暴き、世間に知らしめようとしたため、事故に見せかけて殺され、生き残った虎之介もそのことに気付かれないうちに社会的に抹殺しようとしていた。しかし、虎之介の父は息子の潜在能力に気付き、虎之介こそファーザーの息の根を止める切り札となる者と知り、その助けになるよう、ファーザーの正体とその弱点、その持つ術への対抗手段を手記としてフロッピーディスクに収め、虎之介がいつも持つぬいぐるみの中に隠し、その希望を息子へと託していた。マザーもそれに気付いたがゆえに何としても虎之介を守ろうとして、ファーザーの毒牙にかかり死亡する。虎之介本人は知らなかったが、それでも彼自身はそうした人々の大いなる愛によって支えられ、その希望を託されて生きてきた。それをファーザーとの最終決戦にまつわる一連の騒動で知ることになる。
諦観の孤独の裏側では、常に家族や仲間に対する思慕があり、それは同居者である悟に対して最も強く現れている。しかし最終決戦直前に、その心の隙をファーザーにつけこまれた。彼によって放たれた「家族に化ける悪霊」によって「幸せな家族の時間」を見せられながら、その生気を吸われて行く事になり、あげく現実を突きつけようとする悟と対立する。しかし最期は悟との友情に目覚め、自ら家族に化けた悪霊たちに怒りと哀しみの一撃でトドメを刺す。そして最終決戦に臨むも、自身を狙うファーザーから悟にかばわれる。悟がいなくなった事や彼が作ってくれたチャンスを他ならぬ彼自身を失ってしまったことに対する動揺で不意にした事で慟哭の底に沈むも、その叫びを聞き奈落の底から復活した悟の魂とともに、ついにファーザーを討ち倒した。
彼の家族は死後、霊能力を持つ彼の前に一回も現れなかったが、それはファーザーに封印されていたためである。ファーザーが倒された事で、ついに家族との再会を果たし、同時に別れを余儀なくされるも、自らが支えられてきた愛情を知り、これを素直に受け入れた。

### D×Dの協力者
岡崎博文（おかざき ひろふみ）
演 - 寺脇康文
東京マンハッタンに在する警察署に勤務する刑事。事ある毎に虎之介たちにつきまとい、シニカルな行動で彼らを邪魔者扱いし、騒動から遠ざけようとする。実は、かつて虎之介を育てていたマザーの恋人。マザーが最期まで守ろうとしていた虎之介を彼女亡き後、その代わりとして守ろうと行動していた。彼らを騒動から遠ざけようとしていたのも、その一環である。最終決戦に臨む2人に「Dangerous Angel & Death Hunter 」として「D×D」の呼び名を冠した。
麻生サキ（あそう さき）
演 - 鈴木砂羽
虎之介たちにつきまとう情報屋の女性。虎之介と同じくらいの守銭奴で、彼とはマザーの所にいた頃からの昔馴染みである。
毎回毎回どこからか金の匂いを嗅ぎつけて様々な身分を詐称して潜り込むが、詰めが甘く弱みを握って脅迫したのはいいものの消されかけることが度々あった。
畠山明（はたやま あきら）
演 - 阿部サダヲ
岡崎の後輩の新人刑事。常に彼に付き従う。いつも身勝手な岡崎に振り回されて愚痴っている。
亜美（あみ）、由美（ゆみ）、陽水（あけみ）
演 - 宮澤寿梨（亜美）、柳明日香（由美）、志村光代（陽水）
虎之介の探偵事務所の大家でもある3人の女子高生。家賃を滞納している虎之介にいつも手を焼いているが、虎之介や悟に纏わり付いて食事をたかったり小遣いをせびることも多い。
彼女らの名称は当時大ヒットしたアーティストPUFFYと楽曲提供を行った井上陽水から取られている。
櫻井あかり（さくらい）
演 - 前田愛
第5話にて、小さい頃に離婚して家を出た父親の捜索を木原探偵事務所に依頼してきた少女。頭がよく強かだが、まだ歳相応なところもある。
かつて起きた宝石強盗事件と悪霊の起こした事件に巻き込まれていく中で、虎之介と悟やサキと親しくなっていく。特にサキとは最初は犬猿の仲だったもののすぐに意気投合して、親友と呼べる間柄になっていた。
事件と依頼解決後も何かと理由をつけては新宿マンハッタンを訪れ、探偵事務所に転がり込んでいる。
最初に虎之介と悟の霊能力のことを教えられた主要人物。

### マザーとファーザー
藤川香織
演 - 井上彩名
孤児だった虎之介を拾った女性童話作家。岡崎のかつての恋人。虎之介の他にも様々な事情で孤児となった子どもたちを集めて育てていたため、その慈愛より周囲の人々から東京マザーと慕われていた。物語開始時点で既に亡くなっている。
代表作に『忘れ物の森』という作品があり、育てた子どもたちに「忘れたもの、なくなったものは、みんな『忘れ物の森』で本来の役割を取り戻して過ごす」と教えた。また、逆に忘れ物の森に行っていない自分たちは、まだこの世でやらねばならない「本来の役割」があるのだと諭し、そのために力強く生きていく事を教え続けていた。
虎之介を育てるうち、彼に託された「希望」と「ファーザーの存在」を察知。そのためにファーザーに命を狙われ、事故死を装って謀殺される。死後は自らが常に語っていた「忘れ物の森」の管理人となり、迷える魂を本来あるべき場所へと導き続けている。また、そのために世の迷える魂を森へと導く「死者のバス」が存在しており、悟がこれに間違って乗ってしまう。その際に彼に虎之介の使命と今後を託した。
香坂幻一郎
演 - 橋本さとし
物語を通じて大いなる敵として立ちはだかる企業舎弟「黒川興業」を牛耳る謎の男。その権力の凄まじさより「東京マンハッタンのゴッドファーザー」略して東京ファーザー（単にファーザーとも）の異名を取る。
その正体は己の死を恐れ、これを超越しようとしたヤクザの大幹部であり、かつて東京にて開かれたとある展覧会にて展示された恐るべき魔導書（禁書）たる「オルフェウスの黙示録」に目をつけ、これを奪取した。その後は黙示録の力により権力を手に入れ、望みの通り死すらも超越し史上最大の悪霊として東京マンハッタンに君臨。さらにその危険性を察知した虎之介の父らを謀殺した。
事情を知らない虎之介らの活躍により仲間の悪霊が次々に蹴散らされる事に危機感を覚え、最終局面でついに悪霊としての本性を剥き出しにし、東京マンハッタンを大悪霊都市に変貌させるべく動き出す。地域一体を聖なる力や人間を拒む結界で閉鎖し、その内部にあらゆる悪霊を放ち東京マンハッタンの人間たちに取り付かせた。
最後は精霊天使化した悟が乗り移った虎之介が放った聖なる斬撃に破れ、彼らを葬るために自身が創り上げた次元の奈落へ自ら堕ちて行った。

## ゲスト
『宇宙船YEAR BOOK』より。
第一話
- ゴロウ - 山口達也（当時TOKIO）
- 松木りか - 奥貫薫
- 又野誠治

- 重村佳史
- 並川孝太
- 城明夫
- 水野清史
- 南月
- 亜月
- 奈良久美子
- 中村太一
- 末吉宏司

第二話
- 浅野和之
- 片桐竜次
- あめくみちこ

第三話
- 藤真利子
- 木内美穂
- 中国人マフィア - ダチョウ倶楽部

第四話
- 仲間由紀恵
- 前原実
- 城島茂
- 大島優子
- 花原照子
- 丸岡奨詞
- 深水三章

第五話
- 冨家規政
- 毛利賢一
- 吉江芳成
- 木村多江
- 舘正貴
- 網浜直子

第六話
- 石丸謙二郎
- 篠塚勝

第七話
- 渡辺いっけい
- 新山千春
- 柴田理恵

- 天田益夫
- 尾崎恵理
- 郷田ほつみ

第八話
- 三浦早苗
- 池内万作
- 古屋暢一

- チャーリィ湯谷
- 工藤俊作
- 千葉慎也
- 三谷侑未
- 牧村泉三郎

- 佐戸井けん太

第九話 - 第十一話
- 虎之介の父 - 山崎一
- 虎之介の母 - 山下容莉枝
- 高杢禎彦
- 仲間由紀恵

## スタッフ
- 脚本：大石哲也、羽原大介
- 演出：佐藤東弥、唐木昭浩、池田健司
- 音楽：羽毛田丈史、野見祐二
- 音楽プロデュース：志田博英
- 主題歌：Tomoya with 3T「ETERNAL FLAME」
- CG合成：西村敬喜
- 合成アシスト：若松央樹
- 特殊編集：クロースタジオ
- ファイティングコーディネート：佐々木修平
- パイロテクニック：パイロテック（大宮敏明）
- カースタント：アクティブ21（海藤幸広）
- 技術協力：NTV映像センター、AVID
- 美術協力：日本テレビアート
- チーフプロデューサー：小杉善信
- プロデュース：井上健、鈴木聡（ケイファクトリー）

## 放送日程
| 各話                                                      | 放送日  | サブタイトル                          | 脚本     | 演出     | 視聴率 |
| --------------------------------------------------------- | ------- | ------------------------------------- | -------- | -------- | ------ |
| Crisis1                                                   | 7月05日 | 東京マンハッタン天使が舞い降りた      | 大石哲也 | 佐藤東弥 | 13.7%  |
| Crisis2                                                   | 7月12日 | 不思議の国の少女と東京天使            | 大石哲也 | 佐藤東弥 | 14.1%  |
| Crisis3                                                   | 7月19日 | 12時過ぎのシンデレラと泣き虫天使      | 羽原大介 | 唐木昭浩 | 10.7%  |
| Crisis4                                                   | 7月26日 | 河童と天使と夏の日の恋                | 羽原大介 | 唐木昭浩 | 11.7%  |
| Crisis5                                                   | 8月02日 | 小さな依頼人が天使に死を運ぶ          | 大石哲也 | 佐藤東弥 | 10.3%  |
| Crisis6                                                   | 8月09日 | 悪霊は姿を変えて天使を襲う            | 大石哲也 | 佐藤東弥 | 11.8%  |
| Crisis7                                                   | 8月16日 | 天使と少女のラブソング                | 羽原大介 | 唐木昭浩 | 8.4%   |
| Crisis8                                                   | 8月30日 | 夏の終わりに天使の初恋                | 大石哲也 | 池田健司 | 13.5%  |
| Crisis9                                                   | 9月06日 | 天使と聖母のレクイエム 最終決戦第一章 | 羽原大介 | 佐藤東弥 | 12.3%  |
| Crisis10                                                  | 9月13日 | 天使と天使の死闘 最終決戦第二章       | 大石哲也 | 唐木昭浩 | 11.8%  |
| Final Crisis                                              | 9月20日 | 最終決戦                              | 大石哲也 | 佐藤東弥 | 13.6%  |
| 平均視聴率12.0%（視聴率は関東地区・ビデオリサーチ社調べ） |         |                                       |          |          |        |

- 8月23日は『24時間テレビ 「愛は地球を救う」』のために休止。

## 映像ソフト
VHSがレンタル版を含めて全5巻で発売されている。

## 備考
- 岡田はこのドラマがきっかけで、演技をすることが好きになったと後に語っている。
- 岡田は撮影の際に自転車で転倒し、脳しんとうを起こして救急車で運ばれたことがある。
- このドラマの劇中には、同枠の前々作にあたる『サイコメトラーEIJI』と一部リンクしていると思わせる描写がある。
- このドラマに登場する劇中映画『忘れ物の森』は、同じ日本テレビ系ドラマ『君といた未来のために 〜I'll be back〜』（1999年）[2]、『蘇える金狼』（1999年）、『光とともに… 〜自閉症児を抱えて〜』（2004年）の劇中にも出てくる。